# Kumari saar
Kumari saar är en ö i Moonsund (estniska: Väinameri) utanför Estlands västkust. Den ligger i Ridala kommun i Läänemaa, 110 km sydväst om huvudstaden Tallinn. Arean är 0,18 kvadratkilometer.
Terrängen på Kumari saar är mycket platt och öns högsta punkt är belägen 5 meter över havet. Kumari saar utgör tillsammans med de mindre Sipelgarahu, Valgerahu och Tondirahu en ögrupp som ligger isolerat och centralt i havsområdet Moonsund. Det estländska fastlandet och udden Puise nina ligger cirka 6 km österut och omkring 9 km västerut ligger en större ögrupp som bland omfattar Kõverlaid och Ahelaid.
Inlandsklimat råder i trakten. Årsmedeltemperaturen i trakten är 5 °C. Den varmaste månaden är augusti, då medeltemperaturen är 16 °C, och den kallaste är januari, med −6 °C.